# Estádio Lindolfo Monteiro
Het Estádio Lindolfo Monteiro is een multifunctioneel stadion in Teresina, een stad in Brazilië. De bijnaam van het stadion is 'Lindolfinho'. 
Het stadion wordt vooral gebruikt voor voetbalwedstrijden, de voetbalclub Ríver AC maakt gebruik van dit stadion. In het stadion is plaats voor 5.760 toeschouwers. Het stadion werd geopend in 1944. Het werd gerenoveerd in 1964 en 2008.